# Horb am Neckar
Horb am Neckar är en stad  i delstaten Baden-Württemberg i Tyskland. Folkmängden uppgår till cirka 
25 700 invånare, på en yta av 120 kvadratkilometer.
Staden ingår i kommunalförbundet Horb am Neckar tillsammans med kommunerna Empfingen och Eutingen im Gäu.